# Ian Gillan Band
Ian Gillan Band fue un efímero proyecto formado en 1975 por el cantante de rock británico Ian Gillan. La banda tenía una orientación hacia el Jazz fusión. Ian Gillan Band se disolvió en 1978 cuando Ian Gillan decidió reorientar su carrera musical hacia el Hard Rock. Por esta razón, contactó con músicos de estilo más pesado y a la nueva agrupación pasó a denominarla simplemente como Gillan.

## Discografía de Ian Gillan Band

### Álbumes
En estudio
- Child in Time (1976) UK #55[1]
- Clear Air Turbulence (1977)
- Scarabus (1977)

En vivo
- Live at the Budokan vol 1 (1977)
- Live at the Budokan vol 2 (1978)

### Sencillos
- "You Make Me Feel So Good"/"Shame" (1976)
- "Twin Exhausted / Five Moons" (1977)
- "Country Lights / Poor Boy Hero" (1977)
- "Mad Elaine" / "Mercury High" (1978)
- "Smoke on the Water/Mad Elaine" (1978) - live